# دانشکده اصول الدین
دانشگاه بین‌المللی علامه عسگری یکی از مؤسسات آموزش عالی غیرانتفاعی در ایران است که در سال ۱۳۷۴ خورشیدی به همت سید مرتضی عسکری در تهران تأسیس شد. این دانشگاه دارای چهار واحد در شهرهای تهران، قم، ساوه و دزفول است و زیر نظر شورای عالی انقلاب فرهنگی فعالیت می‌کند.
پیشینه
نخستین تأسیس این مرکز آموزشی به دههٔ ۱۳۴۰ خورشیدی در شهر بغداد و در قالب «کلیة اصول‌الدین» بازمی‌گردد. این مرکز علمی به همت علامه سید مرتضی عسکری با هدف تربیت نخبگان دینی و دانشگاهی در عراق راه‌اندازی شد. با روی کار آمدن حزب بعث در عراق و در پی فعالیت‌های اسلامی و فرهنگی علامه عسکری، این مرکز تعطیل شد و او به ایران مهاجرت کرد. 
تأسیس در ایران
پس از انقلاب ۱۳۵۷ و پایان جنگ ایران و عراق، علامه عسکری پیشنهاد تأسیس مجدد این مرکز را با رهبر جمهوری اسلامی مطرح کرد. پس از موافقت ایشان و تصویب شورای عالی انقلاب فرهنگی، اساسنامهٔ دانشگاه به ثبت رسید و فعالیت رسمی آن از سال ۱۳۷۴ آغاز شد.
رشته‌ها و مقاطع تحصیلی
دانشگاه کار خود را با پذیرش دانشجو در مقطع کارشناسی ارشد رشتهٔ علوم قرآن و حدیث آغاز کرد و در ادامه، مقطع دکتری این رشته نیز راه‌اندازی شد. سپس رشته‌هایی مانند فقه و حقوق اسلامی، حقوق، زبان و ادبیات عرب، شیعه شناسی، مترجمی زبان عربی، علوم قضایی، روانشناسی، علوم تربیتی، اقتصاد، مشاوره، علوم سیاسی و زبان انگلیسی در مقاطع مختلف ارائه شدند.
مدیریت
ریاست کنونی دانشگاه بر عهدهٔ محسن اراکی، از فقهای برجسته و دبیرکل پیشین مجمع جهانی تقریب مذاهب اسلامی است.
پذیرش دانشجو 
دانشگاه بین‌المللی علامه عسگری در زمرهٔ مؤسسات آموزش عالی غیرانتفاعی قرار دارد و پذیرش دانشجو در آن بدون آزمون و صرفاً بر اساس سوابق تحصیلی انجام می‌شود. تحصیل در این دانشگاه با پرداخت شهریه همراه است.
فارغ‌التحصیلان
از جمله فارغ‌التحصیلان مشهور شعبهٔ اولیهٔ این دانشگاه در عراق می‌توان به نوری مالکی، نخست‌وزیر پیشین عراق اشاره کرد.